# イストチノ・サラエヴォ
イストチノ・サラエヴォ（セルビア語:Источно Сарајево、ボスニア語:Istočno Sarajevo、クロアチア語:Istočno Sarajevo）は、ボスニア・ヘルツェゴビナの都市。ボスニア・ヘルツェゴビナを構成する2つの構成体のうち、スルプスカ共和国に属しており、同共和国の名目上の首都。ただし、スルプスカ共和国の政府が置かれている実際の首都はバニャ・ルカである。
サラエヴォ＝ロマニヤ地方に含まれる。ボスニア・ヘルツェゴビナのもうひとつの構成体であるボスニア・ヘルツェゴビナ連邦の首都サラエヴォの東側に隣接しており、ボスニア・ヘルツェゴビナ紛争前のサラエヴォの市域の一部を含む。

## 地理

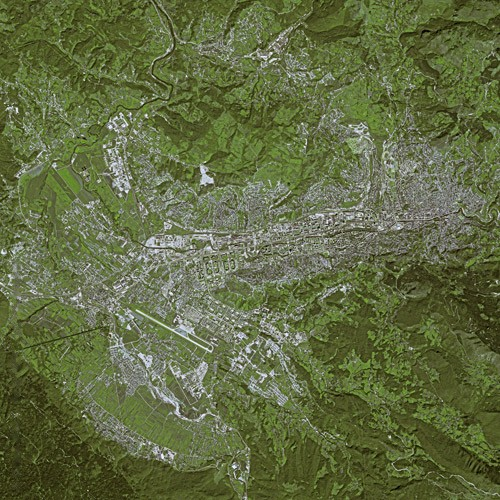
人工衛星から見たイストチノ・サラエヴォとサラエヴォ

市域面積は1450 km2でバルカン半島では最大の面積を持つ都市の1つ。サラエヴォ渓谷に位置し、山地や森林地帯に囲まれている。周囲の山地の標高は最高地点で2,088m。
ジェリェズニツァ川（Željeznica）は町の主要な地理的特徴である。ジェレズニツァ川は町の中を南からトルノヴォ（Trnovo）、キイェヴォ（Kijevo）、クルバツ（Krupac）、ヴォイコヴィチ（Vojkovići）と流れ、西に隣接するサラエヴォへと流れている。

## 気候
大陸性気候。1月の平均気温は-1.3°C、7月は19.1°C、年間の平均気温は9.5°Cである。

## 呼称
イストチノ・サラエヴォは、かつてスルプスコ・サラエヴォ（Српско Сарајево / Srpsko Sarajevo、セルビア人のサラエヴォ）の名で呼ばれていた。しかしながら、ボスニア・ヘルツェゴビナの憲法裁判所は、この呼称は憲法に違反しているとして、イストチノ・サラエヴォ(東サラエヴォ)に変更された。

## 人口
ボスニア・ヘルツェゴビナ紛争による大規模な人口移動と領域変動によって、正確な人口は2008年の時点まで不明である。推計人口は90,327人となっている。

## 自治体
サラエヴォ＝ロマニヤ地方に属する自治体のうち6つが、合同でイストチノ・サラエヴォを構成している。
1. イストチナ・イリジャ（Istočna Ilidža、旧称スルプスカ・イリジャ）
2. イストチニ・スタリ・グラド（Istočni Stari Grad、旧称スルプスキ・スタリ・グラド）
3. イストチノ・ノヴォ・サラエヴォ、旧称ルカヴィツァ、あるいはスルプスコ・ノヴォ・サラエヴォ）
4. パレ（Pale）
5. ソコラツ（Sokolac）
6. トルノヴォ（Trnovo）

## スポーツ
地元のサッカー・クラブ、スラヴィヤ・イストチノ・サラエヴォ（Slavija Istočno Sarajevo）が、ボスニア・ヘルツェゴビナ・プレミイェル・リーガに属している。